# Nicole Girard-Mangin
Nicole Girard-Mangin   (París, 11 d'octubre de 1878 - París, 6 de juny de 1919) fou la primera metgessa francesa que treballà en l'exèrcit francès. Durant la Primera Guerra Mundial era especialista en tuberculosi.

## Orígens
Els seus pares procedien de Varennes-en-Argonne. Son pare era mestre d'escola. El 1896 va començar els estudis de medicina, que abandonà després de casar-se el 1899 amb André Girard, i adoptà el seu cognom juntament amb el seu: Girard-Mangin. Mentrestant ajudava el seu espòs amb la vinya de la seua família a la Xampanya. Després del naixement del seu fill la parella va decidir divorciar-se. Girard-Mangin reprengué els estudis i va presentar la tesi el 1909. Es va especialitzar en tuberculosi i malalties contagioses, i més tard obrí una clínica i va començar una recerca sobre el càncer juntament amb l'equip del metge Émile Roux en l'Institut Pasteur. El 1909 va defensar la tesi Les Poisons cancéreux. El 1914 dirigia el dispensari antituberculós de l'hospital de Beaujon.

## Primera Guerra Mundial

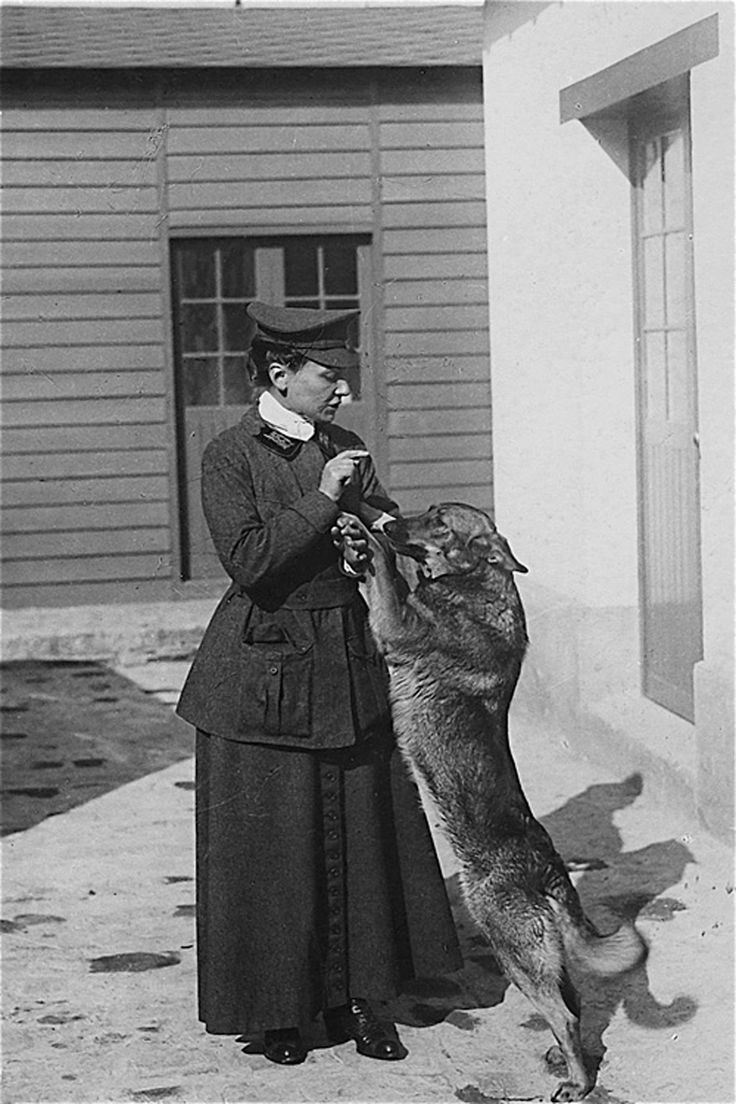
Girard-Mangin jugant amb el seu gos Dun

L'agost del 1914, l'exèrcit francès es mobilitzava per tot l'estat. Girard-Mangin, que encara usava el cognom de l'exmarit, hi fou cridada. Podria haver-hi hagut un error en la paperassa, tot pensant que cridaven al Dr. Gerard Mangin. Els documents, però, estaven en ordre i, com a resultat, esdevingué la primera metgessa de l'exèrcit francès, tot i que mancava d'un rang oficial o de la paga. La seua primera destinació fou en un antic balneari de Bourbonne-les-Bains, on el seu superior no aprovava tenir una dona com a metgessa. Va escriure a la caserna general sol·licitant que Girard-Mangin en fos expulsada. Les seues sol·licituds foren rebutjades perquè l'exèrcit francés tenia una escassetat massiva de metges qualificats. Una setmana després de la seua destinació, va veure els primers pacients, un tren ple de soldats ferits. Al novembre, l'enviaren a un hospital militar a Verdun, on romangué fins a febrer del 1916.  També va rebre el seu primer rang, com a metgessa auxiliar; el seu salari, però, es va mantenir al nivell de les infermeres. A Verdun, tractà pacients amb febre tifoide. A partir de febrer del 1916, els alemanys van llançar un atac inesperat a Verdun i es feu palès que l'hospital on treballava Girard-Mangin aviat podria ser capturat per l'enemic. En va poder escapar, juntament amb tots els seus pacients. Durant l'evacuació, Girard-Mangin resultà ferida. Poc després, s'enfrontà al seu oficial superior per la manca de rang i salari. Uns mesos després, l'ascendiren a doctora major, i va rebre un pagament endarrerit. El 1917, l'ascendiren a metgessa capitana i va ser nomenada directora del programa de formació d'infermeres de l'Hospital Edith Cavell de París. Mentre era a París, feu campanya a favor de la Unió Francesa pel Sufragi Femení. Participà en sessions de la Creu Roja Americana sobre tuberculosi. Va dirigir l'hospital Edith Cavell a París i hi formà auxiliars. Afrontà dues pandèmies de grip i implantà mesures higièniques perquè hi hagués menys morts.
Girard-Mangin va morir el 6 de juny del 1919 per una presumpta sobredosi. El seu biògraf suggereix que patia un càncer incurable i desitjava escurçar el sofriment. Com a atea, Girard-Mangin va rebre un funeral civil. Fou incinerada en el cementeri Père Lachaise, i les cendres s'enterraren a la tomba familiar de Saint-Maur-des-Fossés.

## Premis i reconeixements
- Virgínia Gasull, en la seua novel·la Nicole, rescata la vida de la metgessa Girard-Mangin.[8]